# Ligia Petit
Ligia Fernanda Petit Vargas (Maracay, Estado Aragua, Venezuela; 22 de octubre de 1981) es una actriz y modelo venezolana-. Reina Sudamericana 2000 y Miss Intercontinental 2001. (Actualmente se encuentra embarazada de su primer o primera bebé, noticia dada a conocer por redes sociales el día, 19 de marzo del 2023).

## Carrera
Participó en el Miss Venezuela 2000 como Miss Guárico, quedando de primera finalista. Viajó a Santa Cruz, Bolivia, y ganó el título de Reina Sudamericana 2000, concurso que se realizó el 3 de noviembre. En febrero de 2001 fue primera finalista del concurso Miss Atlántico, evento que había sido ganado el año anterior por otra venezolana: Norkys Batista. En Coburgo (Alemania) ganó el 21 de junio de 2001 el Miss Intercontinental.
Luego de su paso por los concursos de belleza, Ligia hizo carrera de modelaje, tanto en Venezuela como en Italia.
Como actriz en la televisión venezolana, participó en la novela La cuaima, luego en Estrambótica Anastasia y trabajó como protagonista para la novela Negra consentida, todas en RCTV. Protagonizó un unitario llamado Chupacabras.
Además, ha realizado comerciales para Wendys, Nescafé, Triple Gordo y Digitel, y ha sido parte de las Chicas Polar. Formó parte de la obra de teatro Anastasia y Kira, personificando a la princesa Anastasia.
En 2013, conduce el programa matutino de farándula "Mamma Mía", que fue transmitido por el canal venezolano La Tele.

## Filmografía
| Año  | Título                       | Personaje                            | Rol                                  | Cadena    |
| ---- | ---------------------------- | ------------------------------------ | ------------------------------------ | --------- |
| 2017 | La fan                       | Roxana                               |                                      | Telemundo |
| 2015 | El señor de los cielos       | Gloria                               | Participación Especial (7 episodios) | Telemundo |
| 2011 | La banda                     | Prof. Marisol Colto                  | Estelar                              | Boomerang |
| 2006 | Y los declaro marido y mujer | Vanessa                              | Participación Especial               | RCTV      |
| 2005 | Ser bonita no basta          | Gala                                 | Antagonista                          | RCTV      |
| 2004 | Negra consentida             | Bárbara "Barbarita" Blanco Guaramato | Protagonista                         | RCTV      |
| 2004 | Estrambótica Anastasia       | Kitty Teo                            | Participación Especial               | RCTV      |
| 2003 | La Cuaima                    | Elda                                 | Estelar                              | RCTV      |

### Otros
- Soltera y sin compromiso (2006)
- El Chupacabra (2005)

### Obras de teatro
- Hasta que ella nos separe (2013)
- Cómo casarse con un millonario (2013)
- Tacones, plumas y enredos (2012-2013)
- Anastasia y Kira (2011)

### Animación
- Pasión Urbana (2013-2014)
- Mamma Mía (2013)